# 티피나그 문자
- 이 문서에는 티피나그(Tifinagh) 텍스트 가 포함되어 있습니다. 적절한 렌더링 지원이 없으면 티피나그(Tifinagh)문자 대신 물음표, 상자 또는 다른 기호가 나타날 수 있습니다.

티피나그(베르베르어 발음 : [tifinaɣ] , 베르베르 라틴 알파벳 Tifinaɣ , Neo-Tifinagh : ⵜⵉⴼⵉⵏⴰⵖ , Tuareg Tifinagh : ⵜⵉⴼⵉⵏⴰⵗ 또는 ⵜⴼⵏⵗ )는 마그레브 지역의  베르베르 인이 사용하는 베르베르 언어의 아브자드 문자이다.

## 네오 티피나그

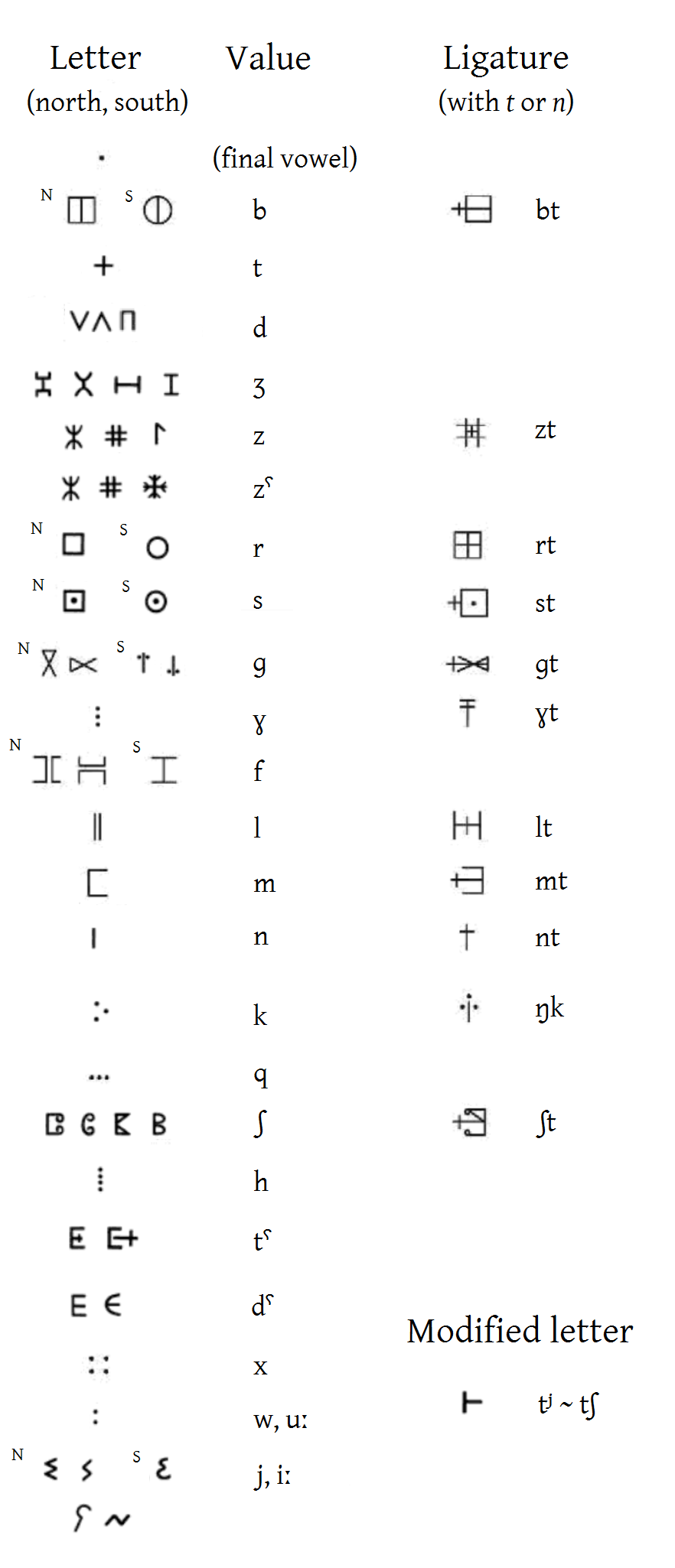
전통 티파니그

네오 티피나그(Neo-Tifinagh)는 초기 형태의 티피나그(Tifinagh)에서 발전한 현대적인 베르베르어의 문자표기이다. 왼쪽에서 오른쪽으로 쓴다.
최근까지도 이 티피나그 문자로 책이나 웹 사이트를 출간하지 않았다. 일반적으로 베르베르 언어 표기을 위해 라틴문자(또는 드물게 아랍문자)를 사용했다. 그러나 티피나그가 점차 신비한 상징문자로 인기를 모았다. 현재는 네오 티피나그(Neo-Tifinagh)를 사용하여 로고 또는 제목을 특징으로 하는 책과 웹 사이트사 생겼다. 모로코 왕은 2003년 네오 티피나그를 정식 문자로 채택하여 라틴 문자와 아랍 문자 사이에 독립적이고 중립적인 국가적 지위를 누리고자 했다. 왕명에 따라 티피나그를 사용한 서적을 출판하며, 일부 학교에서는 이러한 책으로 학생을 가르친다. 여전히 베르베르 언어 간행물은 베르베르 라틴문자를 사용하여 출판한다. 모로코 이외의 지역에는 공식적인 문자로 인정하지 않는다.

## 철자
다음은 전통적인 티피나그와 네오-티피나그의 비교 표이다.
| 유니코드 | 글자 | 음역      | 음역      | 음역 | 이름                |
| 유니코드 | 글자 | 라틴 문자 | 아랍 문자 | IPA  | 이름                |
| -------- | ---- | --------- | --------- | ---- | ------------------- |
| U+2D30   |      | a         | ا         | æ    | ya                  |
| U+2D31   |      | b         | ب         | b    | yab                 |
| U+2D32   |      | b         | ٻ         | β    | yab fricative       |
| U+2D33   |      | g         | گ         | ɡ    | yag                 |
| U+2D34   |      | g         | ڲ         | ɣ    | yag fricative       |
| U+2D35   |      | dj        | ج         | d͡ʒ   | Berber Academy yadj |
| U+2D36   |      | dj        | ج         | d͡ʒ   | yadj                |
| U+2D37   |      | d         | د         | d    | yad                 |
| U+2D38   |      | d         | ذ         | ð    | yad fricative       |
| U+2D39   |      | ḍ         | ض         | dˤ   | yaḍ                 |
| U+2D3A   |      | ḍ         | ظ         | ðˤ   | yaḍ fricative       |
| U+2D3B   |      | e         | ه         | ə    | yey                 |
| U+2D3C   |      | f         | ف         | f    | yaf                 |
| U+2D3D   |      | k         | ک         | k    | yak                 |
| U+2D3E   |      | k         | ک         | k    | Tuareg yak          |
| U+2D3F   |      | k         | ک         | x    | yak fricative       |
| U+2D40   |      | h b       | ھ ب       | h b  | yah = Tuareg yab    |
| U+2D41   |      | h         | ھ         | h    | Berber Academy yah  |
| U+2D42   |      | h         | ھ         | h    | Tuareg yah          |
| U+2D43   |      | ḥ         | ح         | ħ    | yaḥ                 |
| U+2D44   |      | ʕ (ɛ)     | ع         | ʕ    | yaʕ (yaɛ)           |
| U+2D45   |      | kh (x)    | خ         | χ    | yax                 |
| U+2D46   |      | kh (x)    | خ         | χ    | Tuareg yax          |
| U+2D47   |      | q         | ق         | q    | yaq                 |
| U+2D48   |      | q         | ق         | q    | Tuareg yaq          |
| U+2D49   |      | i         | ي         | i    | yi                  |
| U+2D4A   |      | j         | ج         | ʒ    | yaj                 |
| U+2D4B   |      | j         | ج         | ʒ    | Ahaggar yaj         |
| U+2D4C   |      | j         | ج         | ʒ    | Tuareg yaj          |
| U+2D4D   |      | l         | ل         | l    | yal                 |

## 같이 보기
- 마그레브

## 참고
- (베르베르어의 기원과 네오-티피나그(Néo-Tifinagh문자에 나타난 몇 가지 특성 연구,임기대)http://central.oak.go.kr/journallist/articlepdf.do?url=/repository/journal/18578/NRF014_2013_n26_417.pdf&article_seq=18578%5B깨진+링크(과거+내용+찾기)%5D  (프랑스문화연구 제26집 2013. pp. 417〜441)